# Фабрисио Колочини
Фабрисио Колочини (първото име на испански, фамилията на италиански: Fabricio Coloccini) е бивш аржентински футболист от италиански произход, роден на 22 януари 1982 г. в Кордоба, Аржентина.

## Кариера
Започва кариерата си в отбора на Архентинос Хуниорс, но първия си официален мач прави с екипа на Бока Хуниорс през 1998 г.
Още следващият сезон е закупен от Милан. Прекарва под наем в отборите на Депортиво Алавес, Атлетико Мадрид и Виляреал следващите пет години, преди да бъде закупен от Депортиво Ла Коруня. През сезон 2007/08 г. играе във всяка минута от първенството на Испания, което го прави първият футболист постигнал това от сезон 1999/00 г. На 15 август 2008 г. подписва с отбора на Нюкасъл Юнайтед, където играе.

## Национален отбор
Фабрисио става Световен шампион до 20 г. с отбора на Аржентина през 2001 г. Също така е олимпийски шампион с отбора на Аржентина на олимпийските игри в Атина през 2004 г. Той е и участник на Световното първенство по футбол в Германия през 2006 г.